# Cotoletta alla bolognese
La cotoletta alla bolognese è uno dei piatti tipici di Bologna, di origine molto antica e molto ricco. È anche nota con il nome di "petroniana", dal nome del patrono della città di Bologna, Petronio.

## Ricetta
Consiste di una cotoletta di vitello (scannello o sottonoce) impanata con uova, farina e pan grattato. Viene prima fritta in strutto o burro, quindi ricoperta con un'abbondante fetta di prosciutto e una generosa manciata di parmigiano reggiano, poi brevemente aspersa con brodo di carne, per insaporirla ed inumidirla. La si passa infine al forno fino a far sciogliere il formaggio soprastante.
Particolarmente ricca è la versione con il tartufo: una volta uscita dal forno la si ricopre di tartufo (o meglio di "trifola", un tartufo bianco piccolo e molto profumato degli Appennini bolognesi). È usanza di alcuni mettere anche una punta di concentrato di pomodoro nella teglia da passare al forno. 
La ricetta è stata depositata dalla Accademia italiana della cucina presso la Camera di Commercio di Bologna il 14 ottobre 2004.